# 第九軍団のワシ
『第九軍団のワシ』（だいきゅうぐんだんのワシ、The Eagle of the Ninth）は、1954年に出版されたローズマリー・サトクリフによる歴史冒険児童小説。ハドリアヌスの長城が築かれた後、紀元2世紀のブリタンニアを舞台とする。
サトクリフの初期にして代表的な作品であり、『銀の枝』、『辺境のオオカミ』、『ともしびをかかげて』、『落日の剣 真実のアーサー王の物語』、『夜明けの風』、『剣の歌 ヴァイキングの物語』、『シールド・リング ヴァイキングの心の砦』へ続く、エメラルドのイルカの紋章を受け継ぐローマ帝国およびブリテンの家族を描いた一連の作品の1作目にあたる。

## あらすじ
ブリトン人との戦で傷を負い退役したローマの軍人マーカス・フラヴィアス・アクイラは、彼が奴隷にしていたスコットランド人エスカとともに、かつて父が指揮を執り、ブリテン北部で消息を絶った第9軍団ヒスパナの行方を探る旅に出る。

## 着想
本書の序文によると、物語は史料にある117年の第9軍団ヒスパナの失踪と、1866年のシルチェスター近郊における翼のないワシの銅像の発掘に題材を得ている。銅像を所蔵するレディング博物館は「軍団のワシではないが、ローズマリー・サトクリフによってそのような名声を得た」としている。

## 翻案
BBCは1977年にテレビドラマ、1996年にオーディオブックを製作している。
2011年、ケヴィン・マクドナルドが監督し、チャニング・テイタムがマーカス、ジェイミー・ベルがエスカを演じた映画『第九軍団のワシ』(The Eagle) が公開された。